# Melanotaenia eachamensis
Melanotaenia eachamensis är en fiskart som beskrevs av Allen och Cross 1982. Melanotaenia eachamensis ingår i släktet Melanotaenia och familjen Melanotaeniidae. IUCN kategoriserar arten globalt som sårbar. Inga underarter finns listade i Catalogue of Life.